# Rally Princesa de Asturias de 2015
El Rally Princesa de Asturias de 2015 fue la edición 52.ª, la séptima ronda del temporada 2015 del Campeonato de España de Rally, la novena del ERT y la tercera del European Clio R3T Trophy. Se celebró del 12 al 13 de septiembre y contó con un itinerario de doce tramos sobre asfalto que sumaban un total de 207,42 km cronometrados.

## Itinerario
| Día   | Tramo            | Nombre    | Distancia | Hora                | Ganador             | Tiempo  | Líder               |
| Día 1 |                  |           |           |                     |                     |         |                     |
| ----- | ---------------- | --------- | --------- | ------------------- | ------------------- | ------- | ------------------- |
| Día 1 | TC1              | Llanera 1 | 13.16 km  | 15:43               | Miguel Ángel Fuster | 8:23.2  | Miguel Ángel Fuster |
| Día 1 | TC2              | Oviedo 1  | 11.83 km  | 16:39               | Iván Ares           | 6:40.9  | Miguel Ángel Fuster |
| Día 1 | TC3              | Riosa 1   | 19.37 km  | 17:19               | Miguel Ángel Fuster | 13:45.7 | Miguel Ángel Fuster |
| Día 1 | TC4              | Llanera 2 | 13.16 km  | 19:49               | Iván Ares           | 8:13.6  | Miguel Ángel Fuster |
| Día 1 | TC5              | Oviedo 2  | 11.83 km  | 20:45               | Miguel Ángel Fuster | 6:46.3  | Miguel Ángel Fuster |
| Día 1 | TC6              | Riosa 2   | 19.37 km  | 21:25               | Cancelado           |         | Miguel Ángel Fuster |
| Día 2 |                  |           |           |                     |                     |         | Miguel Ángel Fuster |
| TC7   | Siero 1          | 14.64 km  | 09:44     | Iván Ares           | 8:38.9              |         | Miguel Ángel Fuster |
| TC8   | Villaviciosa 1   | 14.73 km  | 10:35     | Miguel Ángel Fuster | 9:33.7              |         | Miguel Ángel Fuster |
| TC9   | Colunga-Piloña 1 | 29.98 km  | 11:16     | Miguel Ángel Fuster | 19:51.6             |         | Miguel Ángel Fuster |
| TC10  | Siero 2          | 14.64 km  | 15:14     | Miguel Ángel Fuster | 9:19.7              |         | Miguel Ángel Fuster |
| TC11  | Villaviciosa 2   | 14.73 km  | 16:05     | Miguel Ángel Fuster | 10:38.7             |         | Miguel Ángel Fuster |
| TC12  | Colunga-Piloña 2 | 29.98 km  | 16:46     | Sergio Vallejo      | 22:26.7             |         | Miguel Ángel Fuster |

## Clasificación final
| Pos. | Piloto                   | Copiloto                  | Automóvil                  | Tiempo    | Diferencia |
| ---- | ------------------------ | ------------------------- | -------------------------- | --------- | ---------- |
| 1.   | Miguel Ángel Fuster      | Ignacio Aviñó             | Porsche 997 GT3 RS 3.8     | 2:05:24.3 | 0.0        |
| 2.   | Sergio Vallejo           | Diego Vallejo             | Porsche 997 GT3 RS 3.8     | 2:06:27.8 | +1:03.5    |
| 3.   | Iván Ares                | Álvaro Bañobre            | Porsche 997 GT3 RS 3.8     | 2:06:50.0 | +1:25.7    |
| 4.   | Jonathan Pérez Suárez    | Rúa René                  | Ford Fiesta R5             | 2:08:21.0 | +2:56.7    |
| 5.   | Cristian García Martínez | Rebeca Liso               | Mitsubishi Lancer Evo X R4 | 2:08:54.5 | +3:30.2    |
| 6.   | José Manuel Mora         | Roberto Arias             | Peugeot 208 R2             | 2:11:51.1 | +6:26.8    |
| 7.   | Fran Cima                | Alejandro López Fernández | Renault Clio RS R3T        | 2:12:31.2 | +7:06.9    |
| 8.   | Esteban Vallín           | Borja Odriozola           | Opel Adam R2               | 2:12:42.5 | +7:18.2    |
| 9.   | Óscar Palacio            | Enrique Velasco           | Mitsubishi Lancer Evo X R4 | 2:13:13.9 | +7:49.6    |
| 10.  | Víctor Senra             | David Vázquez             | Peugeot 208 R2             | 2:14:00.4 | +8:36.1    |